# جاك بيريرا
جاك بيريرا (3 فبراير 1955 - 3 نوفمبر 2020)، هو لاعب كرة قدم برتغالي مواليد مدينة الدارالبيضاء المغربية، لعب كمهاجم.

## روابط خارجية
- جاك بيريرا على موقع قاعدة بيانات كرة القدم.إي يو (الإنجليزية)
- جاك بيريرا على موقع ناشيونال فوتبول تيمز (الإنجليزية)